# João Menezes
João Menezes (nacido el 17 de diciembre de 1996) es un tenista profesional de Brasil, nacido en la ciudad de Uberaba.

## Carrera
Su mejor ranking individual es el n.º 313 alcanzado el 14 de mayo de 2018, mientras que en dobles logró la posición 577 el 25 de septiembre de 2017.
No ha logrado hasta el momento títulos de la categoría ATP ni de la ATP Challenger Tour.